# US Koroki
Der Union Sportive Koroki Metete de Tchamba, auch als US Koroki bekannt, ist ein togoischer Fußballverein aus Tchamba. Aktuell, Stand Oktober 2024, spielt der Verein in der zweiten Liga.

## Erfolge
- Togoischer Meister: 2017/18
- Togoischer Supercupsieger: 2018

## Stadion
Der Verein trägt seine Heimspiele im Stade Maman N'Danida in Tchamba aus. Das Stadion hat ein Fassungsvermögen von 5000 Personen.